# Brufut
Brufut – miasto w Gambii; w dywizji Western Division; 22 tys. mieszkańców (2006). Przemysł spożywczy, włókienniczy.